# Richard Schulze-Kossens
Richard Schulze-Kossens, född den 2 oktober 1914 i Berlin-Spandau, död den 3 juli 1988 i Düsseldorf, var en tysk Obersturmbannführer och befälhavare i Waffen-SS. År 1941 dekorerades han med Tyska korset i guld för sina insatser på östfronten.

## Biografi
Schulze-Kossens inträdde i SS år 1934 och i NSDAP år 1937. År 1939–1940 var han adjutant åt riksutrikesminister Joachim von Ribbentrop och som sådan närvarande vid undertecknandet av Molotov–Ribbentrop-pakten i Moskva den 23 augusti 1939. Under andra världskriget var han först ordonnansofficer åt Adolf Hitler och senare en av hans personliga adjutanter.
I krigets slutskede ledde Schulze-Kossens 38. SS-Grenadier-Division Nibelungen, en division inom Waffen-SS.

## Utmärkelser
- Tyska korset i guld: 26 december 1941
- Frihetskorsets orden av fjärde klassen: 11 juni 1942
- SS-Ehrenring